# Sergio Reguilón
Sergio Reguilón Rodríguez (nascut el 16 de desembre de 1996) és un futbolista professional espanyol que juga com a lateral esquerre al Brentford, cedit pel Tottenham Hotspur FC, i a la selecció espanyola. Reguilón va passar pel juvenil del Reial Madrid el 2015 i va ser cedit a altres clubs espanyols al llarg de la seva carrera.

## Carrera de club

### Reial Madrid
Reguilón es va incorporar al planter del Reial Madrid el 2005, amb vuit anys. El 5 d'agost de 2015, després d'acabar la seva formació, va ser cedit a la Segona Divisió B de la UD Logroñés per a la temporada.
Reguilón va fer el seu debut com a sènior el 23 d'agost de 2015, jugant els últims set minuts en una victòria a casa per 3-0 contra la SD Compostela. El 16 de gener següent, després d'haver estat poc utilitzat, va tornar als Blancos i va ser destinat al filial també a la tercera divisió.
El 23 d'agost de 2016, Reguilón va tornar a Logroñés també amb un contracte de cessió d'un any. Ara titular indiscutible, va marcar vuit gols durant la campanya; Els més destacats van incloure quatre partits del Bilbao Athletic el 2 d'octubre de 2016 (victòria a casa per 5–3).
En tornar a Castella, Reguilón va ser la primera elecció del costat de Santiago Solari, i va renovar el seu contracte l'11 de maig de 2018. El 25 d'agost d'aquell any, va ser ascendit a la plantilla del primer equip pel tècnic Julen Lopetegui.
Reguilón va fer el seu debut com a professional el 2 d'octubre de 2018, començant com a titular en una derrota a la UEFA Champions League per 0-1 contra el PFC CSKA Moscou. També va debutar a la Lliga el 3 de novembre de 2018, començant amb una victòria a casa per 2-0 a la primera divisió contra el Real Valladolid.

#### Sevilla (cessió)
El 5 de juliol de 2019, Reguilón va ser cedit al Sevilla per a la temporada 2019-20. En el seu debut oficial el 18 d'agost, va marcar el primer gol en un èxit per 2-0 davant el RCD Espanyol a l'RCDE Stadium.
Amb el Sevilla, Reguilón es va consolidar com a titular habitual i va guanyar la UEFA Europa League 2019-20.

### Tottenham Hotspur

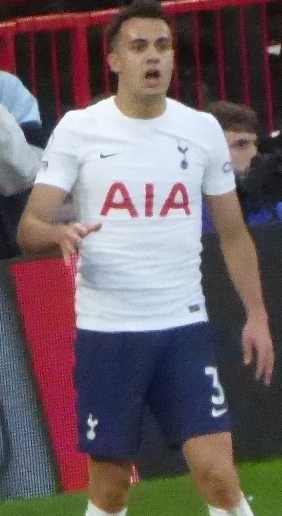
Reguilón jugant al Tottenham Hotspur FC el 2022

El 19 de setembre de 2020, Reguilón va fitxar pel Tottenham Hotspur FC amb un contracte de cinc anys amb una clàusula de recompra de 27,5 milions de lliures. Va debutar el 29 de setembre de 2020, en el partit a casa contra el Chelsea FC a la quarta ronda de la Copa de la Lliga, en què va assistir al gol de l'empat del company Erik Lamela, que va ser seguit d'una tanda de penals. Els Spurs van guanyar 5–4 als penals i els van passar a la següent ronda de la competició. Va debutar a la Premier League el 4 d'octubre, en una victòria per 6-1 a casa del Manchester United FC. El 21 de novembre de 2021, Reguilón va marcar el seu primer gol amb el Tottenham, el gol de la victòria en una victòria per 2-1 de la Premier League sobre el Leeds United.
El 30 d'agost de 2022, Reguilón es va incorporar a l'Atlètic de Madrid cedit fins al final de la temporada. L'1 de setembre de 2023, va fitxar pel Manchester United FC també cedit per una temporada, després de les lesions dels seus companys laterals esquerres Luke Shaw i Tyrell Malacia.

## Carrera internacional
Reguilón va ser seleccionat per primera vegada per a la selecció espanyola sub-21 per Luis de la Fuente per a les eliminatòries del Campionat d'Europa sub-21 de la UEFA 2019 contra Romania i Àustria. Va rebre la seva primera convocatòria per al conjunt absolut de Robert Moreno el 4 d'octubre de 2019, per als partits contra Noruega i Suècia.
Reguilón va fer el seu debut internacional sènior el 6 de setembre de 2020, començant en la victòria d'Espanya per 4-0 contra Ucraïna per a la UEFA Nations League 2020-21.

## Palmarès
Reial Madrid
- Copa del Món de Clubs de la FIFA: 2018[25]

Sevilla
- UEFA Europa League: 2019–20[26]

Tottenham Hotspur
- Subcampió de la Copa EFL: 2020–21[27]
- UEFA Europa League: 2024-25[28]

Espanya
- Subcampió de la UEFA Nations League: 2020–21[29]

Individual
- Equip de la temporada de la UEFA Europa League: 2019-20[30]